# Glycinde nordmanni
Glycinde nordmanni är en ringmaskart som först beskrevs av Anders Johan Malmgren 1866.  Glycinde nordmanni ingår i släktet Glycinde och familjen Goniadidae. Arten är reproducerande i Sverige. Inga underarter finns listade i Catalogue of Life.